# Майкл Кёртис
Майкл Кёрти́с, Майкл Ке́ртиц (англ. Michael Curtiz, настоящее имя Михай Кертес Каминер, венг. Kertész Kaminer Mihály; 24 декабря 1886, Будапешт, Австро-Венгрия — 11 апреля 1962, Голливуд) — американский кинорежиссёр, который снял более 160 фильмов, в том числе такие успешные, как «Касабланка» (1942) и «Милдред Пирс» (1945).

## Биография
Родился в семье преуспевающих евреев из Будапешта, но в 17 лет вступил в цирковую труппу и стал учиться на актёра. Выступления на театральных подмостках совмещал с режиссурой фильмов в Венгрии и Дании. Именно он снял первый полнометражный фильм на венгерском языке (1912). К 1917 году в его активе было уже 14 фильмов; главные роли в них исполняла его жена Люси Дорейн (1898—1989).
В годы Первой мировой войны Каминер служил в пехоте. После 1919 года, когда было объявлено о национализации венгерской киноиндустрии, режиссёр продолжил карьеру в других странах Европы, а в 1926 году братья Уорнеры пригласили его перебраться в Голливуд.
Несмотря на репутацию диктатора на съёмочной площадке, Каминер стал наиболее востребованным режиссёром Warner Brothers, записав в свой актив приключенческие фильмы с Эрролом Флинном (к которому от него ушла жена Лили), классический нуар «Милдред Пирс» с Джоан Кроуфорд в главной роли и один из наиболее популярных фильмов в истории Голливуда — «Касабланку» с Хамфри Богартом и Ингрид Бергман.

## Награды
- 1936 — Номинация на премию «Оскар» за лучшую режиссуру за фильм «Одиссея капитана Блада»
- 1939 — Две номинации на премию «Оскар» за лучшую режиссуру за «Четыре дочери» и «Ангелы с грязными лицами»
- 1943 — Номинация на премию «Оскар» за лучшую режиссуру за фильм «Янки Дудл Денди»
- 1944 — Премия «Оскар» за лучшую режиссуру за фильм «Касабланка»

## Избранная фильмография
- 1928 — Ноев ковчег / Noah’s Ark
- 1932 — 20 000 лет в Синг-Синге / 20,000 Years in Sing Sing
- 1932 — Хижина в хлопчатнике / The Cabin in the Cotton (также «Тени к югу», «Предательство Марвина Блейка»)
- 1932 — Доктор Икс / Doctor X
- 1933 — Тайна музея восковых фигур / Mystery of the Wax Museum
- 1933 — Дело об убийстве в питомнике / The Kennel Murder Case
- 1934 — Британский агент / British Agent
- 1935 — Дело о любопытной новобрачной / The Case of the Curious Bride
- 1935 — Одиссея капитана Блада / Captain Blood
- 1936 — Атака лёгкой кавалерии / The Charge of the Light Brigade
- 1937 — Кид Галахад / Kid Galahad
- 1938 — Приключения Робин Гуда / The Adventures of Robin Hood
- 1938 — Четверо — это банда / Four’s a Crowd
- 1938 — Четыре дочери / Four Daughters
- 1938 — Ангелы с грязными лицами / Angels with Dirty Faces
- 1939 — Додж-сити / Dodge City
- 1939 — Частная жизнь Елизаветы и Эссекса / The Private Lives of Elizabeth and Essex
- 1940 — Морской ястреб / The Sea Hawk
- 1940 — Дорога на Санта-Фе / Santa Fe Trail
- 1941 — Морской волк / The Sea Wolf
- 1941 — Пикирующий бомбардировщик / Dive Bomber
- 1942 — Янки Дудл Денди / Yankee Doodle Dandy
- 1942 — Касабланка / Casablanca
- 1943 — Миссия в Москву / Mission to Moscow
- 1943 — Это армия / This Is the Army
- 1944 — Путь в Марсель / Passage to Marceille
- 1945 — Милдред Пирс / Mildred Pierce
- 1947 — Жизнь с отцом / Life with Father
- 1947 — Вне подозрений / The Unsuspected
- 1948 — Роман в открытом море / Romance on the High Seas
- 1949 — Мечтаю о тебе / My Dream Is Yours
- 1949 — Путь фламинго / Flamingo Road
- 1950 — Трубач / Young Man with a Horn
- 1950 — Переломный момент / The Breaking Point
- 1951 — Я увижу тебя в своих снах / I’ll See You in My Dreams
- 1951 — Сила оружия / Force of Arms
- 1954 — Египтянин / The Egyptian
- 1954 — Светлое Рождество / White Christmas
- 1955 — Мы — не ангелы / We’re No Angels — адаптация пьесы французского драматурга Альбера Юссона (фр. Albert Husson; 1912—1978) «Кухня ангелов» (фр. La Cuisine des anges; 1952).
- 1956 — Алый час / The Scarlet Hour
- 1956 — Король бродяга / The Vagabond King
- 1957 — История Хелен Морган / The Helen Morgan Story
- 1958 — Кинг Креол / King Creole
- 1959 — Человек в сети / The Man in the Net
- 1960 — Дуновение скандала / A Breath of Scandal
- 1961 — Команчерос / The Comancheros